# 闘魔
闘魔（とうま、1987年11月3日 - ）は、日本の男性キックボクサー。本名は當麻 正惟（とうま ただよし）。東京都出身。以前のリングネームはTO-MA。新宿レフティージム所属。元M-1スーパーフライ級王者。元J-NETWORKスーパーフライ級王者。

## 来歴
2009年4月26日、R.I.S.E.でプロデビュー。RISING ROOKIES CUP 55kg級 1回戦で吉野幸喜と対戦し、KO負け。リングネームはTO-MAであった。
2009年9月27日、J-NETWORKでTHE OUTSIDER出場経験のある内藤裕と対戦し、右ストレートでKO勝ち。3戦目での初勝利となった。
2010年3月28日、J-NETWORKスーパーフライ級2位の萬田千晴と対戦し、2-0の判定勝ちを収めた。
2010年6月20日、J-NETWORKスーパーフライ級次期王座挑戦者決定戦で山野寛之と対戦し、2-0の判定勝ちを収め王座挑戦権を獲得した。
2010年8月22日、J-NETWORKスーパーフライ級王者ウエンツ☆修一に挑戦し、3-0の判定勝ちで王座を獲得した。
2010年11月14日、リングネームを闘魔に変更し、M-1スーパーフライ級王者関正隆に挑戦し、5RにテンカオによるTKO勝ちで2つ目の王座を獲得した。
2011年1月23日、REBELS.6で行なわれたWPMF日本スーパーフライ級王座決定戦でウエンツ☆修一と対戦し、3-0の判定勝ちで3つ目の王座を獲得した。
2011年7月18日、REBELS.8 & IT’S SHOWTIME JAPAN countdown-1で日本軽量級最強の呼び声高い藤原あらしと対戦し、0-2の判定負けを喫した。
2011年10月2日、THE PATH TO THE WORLD CHAMPION2011で行なわれたWBCムエタイ日本バンタム級王座決定戦で幸二郎と対戦し、3-0の判定勝ちで4つ目の王座を獲得した。
2011年11月13日、M-1ムエタイチャレンジ RAORAK MUAY FINALで行なわれたWPMF日本バンタム級王座決定戦で伊東拓馬と対戦し、3-0の判定勝ちで5つ目の王座を獲得した。

## 戦績
| キックボクシング 戦績 | キックボクシング 戦績 | キックボクシング 戦績 | キックボクシング 戦績 | キックボクシング 戦績 | キックボクシング 戦績 | キックボクシング 戦績 |
| --------------------- | --------------------- | --------------------- | --------------------- | --------------------- | --------------------- | --------------------- |
| 15 試合               | (T)KO                 | 判定                  | その他                | 引き分け              | 無効試合              |                       |
| 9 勝                  | 2                     | 7                     | 0                     | 1                     | 0                     |                       |
| 5 敗                  | 2                     | 3                     | 0                     | 1                     | 0                     |                       |

| 勝敗 | 対戦相手                       | 試合結果                    | 大会名                                                                                             | 開催年月日     |
| ×    | 野呂裕貴                       | 3R 1:02 TKO（左ハイキック） | M-1ムエタイチャレンジ Sutt Yod Muaythai Vol.2 Part2                                                | 2012年6月24日  |
| ×    | 出貝泰佑                       | 3R終了 判定0-4              | REBELS.10                                                                                          | 2012年1月22日  |
| ○    | 伊東拓馬                       | 5R終了 判定3-0              | M-1ムエタイチャレンジ RAORAK MUAY FINAL 【WPMF日本バンタム級王座決定戦】                           | 2011年11月13日 |
| ○    | 幸二郎                         | 5R終了 判定3-0              | THE PATH TO THE WORLD CHAMPION 2011 【WBCムエタイ日本バンタム級王座決定戦】                        | 2011年10月2日  |
| ×    | 藤原あらし                     | 5R終了 判定0-2              | REBELS.8 & IT’S SHOWTIME JAPAN countdown-1                                                         | 2011年7月18日  |
| ○    | ウエンツ☆修一                  | 5R終了 判定3-0              | REBELS.6 【WPMF日本スーパーフライ級王座決定戦】                                                    | 2011年1月23日  |
| ○    | 関正隆                         | 5R 2:14 TKO（テンカオ）     | M-1 FAIRTEX SINGHA BEERムエタイチャレンジ NAI KANOMTOM vol.4 【M-1スーパーフライ級タイトルマッチ】 | 2010年11月14日 |
| ○    | ウエンツ☆修一                  | 5R終了 判定3-0              | J-NETWORK「FORCE for the TRUTH of J 4th」 【J-NETWORKスーパーフライ級タイトルマッチ】              | 2010年8月22日  |
| ○    | 山野寛之                       | 3R終了 判定2-0              | J-NETWORK「FORCE for the TRUTH of J 3rd」 【J-NETWORKスーパーフライ級次期王座挑戦者決定戦】        | 2010年6月20日  |
| ○    | 萬田千晴                       | 3R終了 判定2-0              | J-NETWORK「J-FIGHT in SHINJUKU 〜vol.13〜」                                                        | 2010年3月28日  |
| △    | キョウヘイ・ゴールドライフジム | 3R終了 判定1-1              | REVELS                                                                                             | 2010年1月23日  |
| ○    | 西川健太                       | 3R終了 判定2-0              | J-NETWORK「J-FIGHT 31」                                                                            | 2009年12月13日 |
| ○    | 内藤裕                         | 2R 0:28 KO（右ストレート）  | J-NETWORK「J-FIGHT in SHINJUKU 〜vol.11〜」                                                        | 2009年9月27日  |
| ×    | 憂希                           | 3R終了 判定0-3              | J-NETWORK「J-FIGHT in SHINJUKU 〜vol.10〜」                                                        | 2009年7月26日  |
| ×    | 吉野幸喜                       | 2R 2:59 KO（パンチ連打）    | R.I.S.E. 54 〜RISING ROOKIES CUP〜 【RISING ROOKIES CUP 55kg級 1回戦】                             | 2009年4月26日  |

## 獲得タイトル
- 第3代J-NETWORKスーパーフライ級王座
- 第2代M-1スーパーフライ級王座
- 初代WPMF日本スーパーフライ級王座
- 第3代WBCムエタイ日本バンタム級王座
- 第2代WPMF日本バンタム級王座